# Северо де Салес
Северо де Салес (ісп. Severo de Sales, нар. 28 листопада 1940, Гвадалахара) — мексиканський футболіст, який грав на позиції півзахисника. Відомий за виступами в складі мексиканського клубу «Америка», клубу Північноамериканської футбольної ліги «Сан-Дієго Торос», та національної збірної Мексики.

## Клубна кар'єра
Северо де Салес народився у Гвадалахарі, та розпочав виступи у професійному футболі в 1961 році в складі клубу «Америка» з Мехіко. У складі команди був одним із основних гравців середньої лінії, двічі у складі команди ставав володарем Кубка Мексики, а в сезоні 1965—1966 років став у складі команди чемпіоном країни. У 1968 році футболіст вирішив пограти у клубі Північноамериканської футбольної ліги «Сан-Дієго Торос», щоправда до кінця року повернувся до свого рідного клубу, в якому й завершив виступи на футбольних полях у 1970 році.

## Виступи за збірну
У 1969 році Северо де Салеса запросили до складу національної збірної Мексики для участі у чемпіонаті націй КОНКАКАФ. На турнірі футболіст зіграв усі 5 ігор, утім збірна Мексики виступила відносно невдало, та зайняла на чемпіонаті лише 4 місце. Надалі до складу збірної Северо де Салес не залучався.

## Титули і досягнення
- Чемпіон Мексики (1): 1965—1966
- Володар Кубка Мексики (2): 1964, 1965